# Heinz Werner Bongard

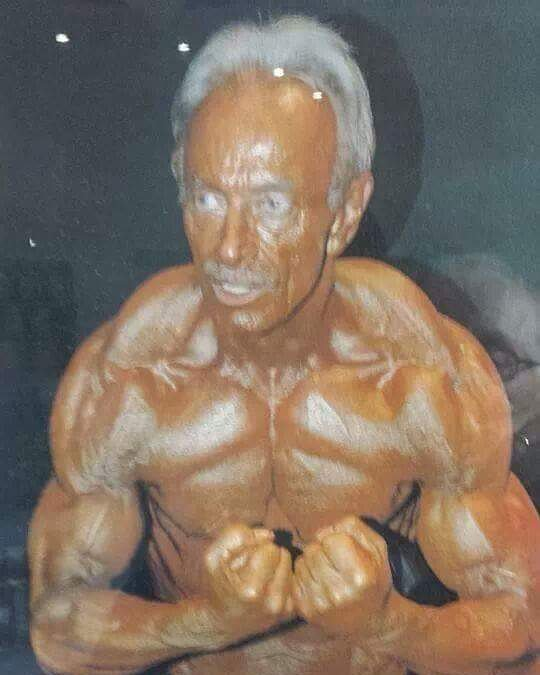
Heinz Werner Bongard, deutscher Bodybuildingmeister „über 60“

Heinz Werner Bongard (* 4. Februar 1944; † 21. Mai 2025 in Essen, Deutschland) war ein deutscher Amateur- und Senioren-Bodybuilder.

## Leben
Heinz Werner Bongard wuchs in Mülheim an der Ruhr auf. In seiner Jugend begann Bongard mit dem Ringen und Boxen; während seines Wehrdienstes in den 1960er Jahren kam das Gewichtheben hinzu.
Bongard ist gelernter Bäcker und arbeitete bis zu seiner Pensionierung als Chefkraftfahrer für ein großes Unternehmen in Krefeld. Er ist verheiratet und hat zwei Töchter.

## Sportliche Erfolge
Aufgrund von Problemen am Bewegungsapparat begann Heinz Werner Bongard mit speziellem Kraft- und Bodybuilding-Training. Kurze Zeit später startete er erfolgreich bei Bodybuilding-Amateurwettkämpfen (Landesmeisterschaften).
In den 1980er und 1990er Jahren startete Heinz Werner Bongard bei neu eingeführten Senioren-Meisterschaften. Hierbei konnte er mehrere Erfolge bei Landes- und Bundeswettkämpfen in den Seniorenklassen „über 40“ bzw. „über 50“ feiern. Zudem fungierte Bongard als Kampfrichter bei verschiedenen Wettbewerben.
Seinen größten Bodybuilding-Erfolg hatte Heinz Werner Bongard als 61-Jähriger bei der Deutschen Seniorenmeisterschaft 2005 in Duisburg: Dort wurde er Sieger in der Altersklasse „über 60“.
Im Jahr 2008 folgte für den 64-jährigen Bongard der NRW-Seniorenmeistertitel im Bodybuilding. Sein aktuelles Wettkampfgewicht beträgt 72 kg bei einer Körpergröße von 1,74 m.
2016, mit 72 Jahren, gewann Bongard die deutsche Meisterschaft der Senioren im Bankdrücken mit einem gedrückten Gewicht von 95 kg. Einen weiteren Meistertitel holte Bongard sich bei der Internationalen Deutschen Meisterschaft im Kraftdreikampf in Plettenberg.
Über die Bodybuilding-Erfolge von Heinz Werner Bongard sowie über sein Fitnessstudio strahlte RTL zwei Filmdokumentationen aus.